# Stivi Frashëri
Stivi Frashëri (ur. 29 sierpnia 1990 w Korczy) – albański piłkarz grający na pozycji bramkarza. Obecnie gra w Teucie Durrës.

## Kariera piłkarska

### Kariera klubowa
Wychowanek klubów Skënderbeu Korcza i Aris FC. Od 2010 roku do 2014 reprezentował barwy Bylisu Ballsh, a w sezonie 2012/13 doszedł z zespołem do finału Pucharu Albanii, puszczając bramkę w 119. minucie meczu i przegrywając mecz 1:0. Później został piłkarzem KF Tirana. W klubie ze stolicy zadebiutował 24 sierpnia w wygranym 3:0 meczu domowym przeciwko KS Apolonia Fier. Klub w marcu 2015 zawiesił zawodnika na 3 miesiące z powodu oskarżeń przeciwko klubowi. Pomimo tego Frashëri złożył deklarację, że nie opuści Tirany. Następnie piłkarz powrócił do kadry meczowej na mecz Pucharu Albanii z KF Laçi, ale siedział na ławce, a na bramce grał Edvan Bakaj. 9 maja 2015 został ponownie zawodnikiem podstawowej jedenastki w meczu z Skënderbeu Korcza. W 2016 powrócił do Bylisu. 2 września został piłkarzem Flamurtari Wlora. W drużynie pełnił funkcję rezerwowego. Latem 2017 przeszedł do FK Kukësi. Po 10 meczach spędzonych na ławce, zadebiutował w przegranym 1:2 meczu przeciwko Partizani Tirana. W 2019 roku zamienił klub na Teuta Durrës.
| Sezon   | Klub             | Kraj    | Rozgrywki           | Mecze | Gole |
| ------- | ---------------- | ------- | ------------------- | ----- | ---- |
| 2009/10 | Aris FC          | Grecja  | Superleague Ellada  | 0     | 0    |
| 2010/11 | Bylis Ballsh     | Albania | Kategoria Superiore | 22    | 0    |
| 2011/12 | Bylis Ballsh     | Albania | Kategoria Superiore | 15    | 0    |
| 2012/13 | Bylis Ballsh     | Albania | Kategoria Superiore | 18    | 0    |
| 2013/14 | Bylis Ballsh     | Albania | Kategoria Superiore | 13    | 0    |
| 2014/15 | KF Tirana        | Albania | Kategoria Superiore | 27    | 0    |
| 2015/16 | KF Tirana        | Albania | Kategoria Superiore | 6     | 0    |
| 2015/16 | Bylis Ballsh     | Albania | Kategoria Superiore | 16    | 0    |
| 2016/17 | Flamurtari Wlora | Albania | Kategoria Superiore | 11    | 0    |
| 2017/18 | FK Kukësi        | Albania | Kategoria Superiore | 9     | 0    |
| 2018/19 | FK Kukësi        | Albania | Kategoria Superiore | 32    | 0    |
| 2019/20 | FK Kukësi        | Albania | Kategoria Superiore | 0     | 0    |
| 2019/20 | Teuta Durrës     | Albania | Kategoria Superiore | 34    | 0    |

### Kariera reprezentacyjna
Reprezentował juniorskie reprezentacje Albanii. W 2010 roku debiutował w reprezentacji U-21 przeciwko reprezentacji Polski. Pod koniec meczu zmienił Shpëtima Moçkę. Do 2012 roku rozegrał 12 spotkań. W 2014 dostał powołanie do seniorskiej reprezentacji Albanii na mecze z Francją i z Włochami, jednak nie zagrał w żadnym spotkaniu.